# Qin antérieur
Pour les articles homonymes, voir Qin.
351–394
Entités précédentes :
- Zhao postérieur

Entités suivantes :
- Yan postérieur
- Yan occidental
- Qin postérieur

Le Qin antérieur (chinois : 前秦 ; pinyin : qiánqín) (351-394) était un État chinois de la période des Seize Royaumes, fondé par la famille Pu (蒲)/Fu (苻) issue de l'ethnie Di. Il unifia la Chine du Nord de 376 à 386, le Sud étant aux mains des Jin orientaux. En 386, la plus grande part de son territoire tomba aux mains des Yan postérieurs xianbei et du Dingling (丁零). Le territoire restant (Shaanxi et Gansu) fut pris en 394 par les Qin occidentaux et les Qin postérieurs.

## Historique
Pu Hong (蒲洪), roi des Di sous les Zhao antérieurs, fait allégeance au général Shi Le (石勒) lorsque celui-ci fait sécession pour fonder les Zhao postérieurs. À sa mort en 333, son successeur Shi Hu (石虎) entraine ses troupes vers l’est, libérant le Guanzhong. Pu Hong s’installe à Fangtou (枋頭), actuelle Hebi au Henan, et change son nom en Fu suivant une prophétie. En conflit avec Shi Min (石閔), successeur de Shi Hu, il se nomme prince des Trois Qin (三秦王) et se rallie aux Jin. Sa position est renforcée par le retour d’une partie des troupes Zhao, mécontentes également de la politique de Shi Min. Lorsqu’il meurt empoisonné par le général Ma Qiu (麻秋), son fils Fu Jian (苻健) reprend la suite et étend son territoire. En 351, il se proclame Roi céleste des Grands Qin (大秦天王) et Grand Chanyu. En 352 il devient empereur des Qin, rompt avec les Jin et s’installe à Xi'an. En 354, il repousse le général des Jin, Huan Wen (en), (桓溫) allié aux Liang antérieurs. Il meurt en 355.
Il laisse le pouvoir à Fu Sheng (苻生), mais ce dernier, détesté pour sa violence et ses excès, est évincé par un complot. Il est remplacé en 357 par son cousin Fu Jian (苻堅) qui, assisté par le ministre Wang Meng (王猛), redresse la situation intérieure. En 370, Qin vient à bout des Yan antérieurs et s’empare en 373 de territoires occidentaux des Jin, Liangzhou (梁州) et Yizhou (益州).
En 376, les Liang antérieurs et le Dai tabghatch sont soumis, unifiant le Nord. En 383, le général Lü Guang est envoyé dans les marches occidentales où il poursuit l'extension de l’empire. Mais 383 est aussi l’année de la bataille de la Fei sur le front sud qui voit la victoire des Jin. Ce revers pousse les héritiers des Yan antérieurs devenus vassaux à proclamer à nouveau en 384 leur indépendance en fondant les Yan postérieurs et les Yan occidentaux ; un autre allié, Yao Chang (姚萇) de l’ethnie Qiang, fonde les Qin postérieurs.
Après la mort de Fu Jian en 385, Qin s’affaiblit encore. Les Yan postérieurs occupent la plus grande partie du domaine, ne laissant aux Qin que la partie occidentale, Shaanxi et Gansu. En 394, l’empereur Fu Deng (苻登) est capturé à la bataille de Mamaoshan (馬毛山) par les Qin postérieurs puis mis à mort. Son fils Fu Chong (苻崇) se réfugie vers l’ouest, mais tombe peu après aux mains des Qin occidentaux.

## Empereurs des Qin antérieurs
| Nom de temple          | Nom posthume             | Nom et prénom                 | Règne   | Ères                                                                                         |
| ---------------------- | ------------------------ | ----------------------------- | ------- | -------------------------------------------------------------------------------------------- |
| Gaozu (高祖 Gāozǔ)     | Jingming (景明 Jǐngmíng) | Fu Jiàn (en) (苻健 Fú Jiàn)   | 351-355 | Huangshi (皇始 Huángshǐ) 351-355                                                             |
| sans                   | King Li (厲王 Lìwáng) ¹  | Fu Sheng (en) (苻生 Fú Shēng) | 355-357 | Shouguang (壽光 Shòuguāng) 355-357                                                           |
| Shizu (世祖 Shìzǔ)     | Xuanzhao (宣昭 Xuānzhāo) | Fu Jiān (苻堅 Fú Jiān)        | 357-385 | Yongxing (永興 Yǒngxīng) 357-359 Ganlu (甘露 Gānlù) 359-364 Jianyuan (建元 Jiànyuán) 365-385 |
| sans                   | Aiping (哀平 āipíng)     | Fu Pi (en) (苻丕 Fú Pī)       | 385-386 | Taian (太安 Tàiān) 385-386                                                                   |
| Taizong (太宗 Tàizōng) | Gao (高 Gāo)             | Fu Deng (en) (苻登 Fú Dēng)   | 386-394 | Taichu (太初 Tàichū) 386-394                                                                 |
| sans                   | Houzhu (後主 Hòuzhǔ)     | Fu Chong (en) (苻崇 Fú Chóng) | 394     | Yanchu (延初 Yán Chū) 394                                                                    |